# Oeuvre van Edward MacDowell
Deze lijst van Composities van Edward MacDowell is samengesteld uit de informatie uit de collectie van partituren als vermeld in Lawrence Gilmans Edward MacDowell: A Study (1908), Oscar Sonnecks Catalogue of First Editions of Edward MacDowell (1917), en John F. Portes Edward MacDowell (1922).

## Composities voor piano
- Op. 1 Amourette (1896) by Edgar Thorn
- Op. 2 Een ritmisch deuntje (1897) by Edgar Thorn - I. Capriciously, yet not slow - II. Not slow, liltingly
- Op. 4 Vergeten sprookjes (1897) by Edgar Thorn - I. Sung outside the Prince's door - II. Of a Tailor and a Bear - III. Beauty in the Rose-Garden - IV. From Dwarf-land
- Op. 7 Zes fantasietjes (1898) by Edgar Thorn - I. A Tin Soldier's Love - II. To a Humming Bird - III. Summer Song - IV. Across Fields - V. Bluette - VI. An Elfin Round
- In 1895, een "Wals" voor piano van MacDowell werd genoteerd door Breitkopf & Hartel, maar er stond geen prijs bij, en het stuk werd niet uitgegeven.[1]
- Op. 10 Moderne suite nr. 1 (1883) I. Praeludium - II. Presto - III. Andantino and Allegretto - IV. Intermezzo - V. Rhapsody - VI. Fugue
- Op. 13 Prelude en Fuga (1883) I. Prelude - II. Fugue
- Op. 14 Moderne suite nr. 2 (1883) I. Praeludium - II. Fugato - III. Rhapsody - IV. Scherzino - V. March - VI. Fantastic Dance
- Op. 15 Pianoconcert nr. 1 (1885) I. Maestoso - II. Andante tranquillo - III. Presto
- Op. 16 Serenade (1883)
- Op. 17 Twee Fantasieën (1884) I. A Tale - II. Witches' Dance
- Op. 18 Twee composities (1884) I. Barcarolle - II. Humoreske
- Op. 19 Idylles uit het bos (1884) I. Forest Stillness - II. Play of the Nymphs - III. Revery - IV. Dance of the Dryads
- Op. 20 Drie gedichten (1886) duets I. Night by the Sea - II. A Tale from Knightly Times - III. Ballad
- Op. 21 Plaatjes van de maan (1886) duetten naar Hans Christian Andersens "Plaatjesboek zonder plaatjes" I. The Hindoo Maiden - II. Story of the Stork - III. In the Tyrol - IV. The Swan - V. Visit of the Bear
- Op. 23 Pianoconcert nr. 2 in d mineur (1889) I. Larghetto calmato - II. Presto giocoso - III. Largo
- Op. 24 Vier composities (1887) I. Humoreske - II. March - III. Cradle Song - IV. Czardas
- Op. 28 Zes gedichten, naar Goethe (1887) I. In the Woods - II. Siesta - III. To the Moonlight - IV. Silver Clouds - V. Flute Idyl - VI. The Bluebell
- Op. 31 Zes gedichten, naar Heine (1887,1901) I. From a Fisherman's Hut - II. Scotch Poem - III. From Long Ago - IV. The Postwaggon - V. The Shepherd Boy - VI. Monologue
- Op. 32 Vier kleine gedichten (1888) I. The Eagle - II. The Brook - III. Moonshine - IV. Winter
- Op. 36 Etude de Concert (1889)
- Op. 37 Les Orientales (1889) I. Clair de Lune - II. Dans le Hamac - III. Danse Andalouse
- Op. 38 Marionettes (1888,1901) I. Prologue - II. Soubrette - III. Lover - IV. Witch - V. Clown - VI. Villain - VII. Sweetheart - VIII. Epilogue
- Op. 39 Twaalf etudes (1890) I. Hunting Song - II. Alla Tarantella - III. Romance - IV. Arabesque - V. In the Forest - VI. Dance of the Gnomes - VII. Idyl - VIII. Shadow Dance - IX. Intermezzo - X. Melodie - XI. Scherzino - XII. Hungarian
- Op. 45 Sonata Tragica (1893) I. Largo maestoso - II. Molto allegro, vivace - III. Largo con maesta - IV. Allegro eroica
- Op. 46 Twaalf virtuoze etudes (1894) I. Novelette - II. Moto Perpetuo - III. Wild Chase - IV. Improvisation - V. Elfin Dance - VI. Valse Triste - VII. Burlesque - VIII. Bluette - IX. Traumerei - X. March Wind - XI. Impromptu - XII. Polonaise
- Op. 49 Air and Rigaudon (1894) I. Air - II. Rigaudon
- Op. 50 Sonata Eroica (1895) "Flos regum Arthurus" I. Slow, with nobility - II. Elf-like, as light and swift as possible - III. Tenderly, longingly, yet with passion - IV. Fiercely, very fast
- Op. 51 Woodland Sketches (1896) I. To a Wild Rose - II. Will o' the Wisp - III. At an Old Trysting Place - IV. In Autumn - V. From an Indian Lodge - VI. To a Water-lily - VII. From Uncle Remus - VIII. A Deserted Farm - IX. By a Meadow Brook - X. Told at Sunset
- Op. 55 Sea Pieces (1898) I. To the Sea - II. From a Wandering Iceberg - III. A. D. 1620 - IV. Starlight - V. Song - VI. From the Depths - VII. Nautilus - VIII. In Mid-Ocean
- Op. 57 Sonate nr. 3 (1900) I. Mesto, ma con passione - II. Tristamente, ma con tenerezza - III. Allegro con fuoco
- Op. 59 Sonate nr. 4 (1901) I. With great power and dignity - II. With naive tenderness - III. Very swift and fierce
- Op. 61 Verhalen voor bij de haard (1902) I. An Old Love Story - II. Of Br'er Rabbit - III. From a German Forest - IV. Of Salamanders - V. A Haunted House - VI. By Smouldering Embers
- Op. 62 New England Idyls (1902) I. An Old Garden - II. Mid-Summer - III. Mid-Winter - IV. With Sweet Lavender - V. In Deep Woods - VI. Indian Idyl - VII. To an Old White Pine - VIII. From Puritan Days - IX. From a Log Cabin - X. The Joy of Autumn
- MacDowell publiceerde ook twee boeken, nl. Technical Exercises for piano, piano duet transcriptions of Hamlet and Ophelia for orchestra (op. 22) en First Suite for orchestra (op.42), and a piano solo version of op. 42, no. 4, "The Shepherdess' Song", hernoemd naar "The Song of the Shepherdess".

## Composities voor orkest
- Op. 15 Pianoconcert nr. 1 (1885)
- Op. 22 Hamlet and Ophelia (1885)
- Op. 23 Pianoconcert nr. 2 (MacDowell)|Pianoconcert nr. 2 (1890)
- Op. 25 Lancelot and Elaine (1888)
- Op. 29 Lamia (1908)
- Op. 30 Twee fragmenten uit het Lied van Roland (1891) I. The Saracens - II. The Lovely Alda
- Op. 35 Romance voor cello en orkest (1888)
- Op. 42 Suite nr. 1 (1891-1893) I. In a Haunted Forest - II. Summer Idyl - III. In October - IV. The Shepherdess' Song - V. Forest Spirits
- Op. 48 Suite nr. 2 ("Indian Suite") (1892) I. Legend - II. Love Song - III. In War-time - IV. Dirge - V. Village Festival

## Liederen
- Op. 3 Liefde en tijd and De roos en de tuinman, voor mannenkoor (1897) by Edgar Thorn
- Op. 5 De heks, voor mannenkoor (1898) by Edgar Thorn
- Op. 6 Oorlogslied, voor mannenkoor (1898) by Edgar Thorn
- Op. 11 and 12 Een verzameling van vijf liederen, voor zang en piano (1883) I. My Love and I - II. You Love Me Not - III. In the Skies - IV. Night-Song - V. Bands of Roses
- Op. 26 Uit een oude tuin, voor zang en piano (1887) I. The Pansy - II. The Myrtle - III. The Clover - IV. The Yellow Daisy - V. The Blue Bell - VI. The Mignonette
- Op. 27 Drie liederen, voor mannenkoor (1890) I. In the Starry Sky Above Us - II. Springtime - III. The Fisherboy
- Op. 33 Drie liederen, voor zang en piano (1894) I. Prayer - II. Cradle Hymn - III. Idyl
- Op. 34 Twee liederen, voor zang en piano (1889) I. Menie - II. My Jean
- Op. 40 Zes liefdesliederen, voor zang en piano (1890) I. Sweet, Blue-eyed Maid - II. Sweetheart, Tell Me - III. Thy Beaming Eyes - IV. For Love's Sweet Sake - V. O Lovely Rose - VI. I Ask but This
- Op. 41 Twee liederen, voor mannenkoor (1890) I. Cradle Song - II. Dance of the Gnomes
- Op. 43 Twee liederen uit het noorden, voor gemengd koor (1891) I. The Brook - II. Slumber Song
- Op. 44 Barcarolle, voor gemengd koor en vierhandige pianobegeleiding (1892)
- Op. 47 Acht liederen, voor zang en piano (1893) I. The Robin Sings in the Apple Tree - II. Midsummer Lullaby - III. Folk Song - IV. Confidence - V. The West Wind Croons in the Cedar Trees - VI. In the Woods - VII. The Sea - VIII. Through the Meadow
- Op. 9 Twee oudere liederen, voor zang en piano (1894) I. Deserted - II. Slumber Song
- Twee liederen uit de dertiende eeuw, voor een mannenkoor (1897) I. Winter Wraps his Grimmest Spell - II. As the Gloaming Shadows Creep
- Op. 52 Drie Choruses, voor mannenstemmen (1897) I. Hush, hush! - II. From the Sea - III. The Crusaders
- Op. 53 Twee Choruses, voor mannenstemmen (1898) I. Bonnie Ann - II. The Collier Lassie
- Op. 54 Twee Choruses, voor mannenstemmen (1898) I. A Ballad of Charles the Bold - II. Midsummer Clouds
- Op. 56 Vier liederen, voor zang en piano (1898) I. Long Ago - II. The Swan Bent Low to the Lily - III. A Maid Sings Light - IV. As the Gloaming Shadows Creep
- Op. 58 Drie liederen, voor zang en piano (1899) I. Constancy - II. Sunrise - III. Merry Maiden Spring
- Op. 60 Drie liederen, voor zang en piano (1902) I. Tyrant Love - II. Fair Springtide - III. To the Golden Rod
- Zomerwind, voor vrouwenstemmen (1902)
- Twee College Songs, voor vrouwenstemmen (1907) I. Alma Mater - II. At Parting